# Ludwig von Hacque
Ludwig von Hacqué (* vor 1719; † 20. Januar 1802 ) war Adeliger und niederösterreichischer Land-Untermarschall.

## Leben
Ludwig von Hacqué war der Sohn von Peter (dem Jüngeren) von Hacqué und Maria Anna Edle von Seitern. Ludwig war Landrechtsbeisitzer, Obereinnehmer der Landschaft und Raitherr. 1758 wurde er Verordneter des  Ritterstandes, 1767 kam er in den Landesausschuss und am 20. Februar 1779 wurde er Ritterstandes Präses. 
1767 wurde Ludwig k. k. Untersilberkämmerer und später Landuntermarschall.
Ludwig von Hacqué wurde am 5. August 1744 in den erbländischen Ritterstand erhoben und schon am 9. Dezember desselben Jahres unter die neuen niederösterreichischen und am 5. Jänner 1752 unter die alten Ritterstandsgeschlechter aufgenommen.
Ludwig war Herr von Hacking (Wien), Schellerau, Karnerbrunn und Weinsteig.
Seine erste Gemahlin war Maria Rosalia Edle von Stockhammern, welche am 9. Februar 1789 gestorben ist. Die zweite Maria Anna von Pernold, verwitwete von Managetta, starb am 20. September 1793. Beide Ehen blieben kinderlos.